# Rakety Minotaur
Minotaur jsou americké rakety na tuhé pohonné látky, vyvinuté firmou Orbital pro USAF za účelem orbitálních i suborbitálních letů. Technicky jsou kombinací vládou USA dodávaných stupňů raket Minuteman II a prověřenou technologií společnosti Orbital. Navrhované silnější verze počítají s použitím stupňů z raket Peacekeeper.

## Minotaur-C (Taurus)
Raketa Taurus, později přejmenovaná na Minotaur-C, byla první nosnou raketou firmy Orbital vypouštěnou ze země. Byla odvozena od rakety Pegasus vypouštěné z letadla přidáním dalšího stupně na tuhá paliva.

## Minotaur I
Prvně vzlétl v roce 2000. Jedná se o relativně levný orbitální dopravní systém používaný k vynášení vojenských a universitních satelitů . První a druhý stupeň jsou převzaty a upraveny z vyřazených mezikontinentálních raket Minuteman II a třetí a čtvrtý jsou přímo převzaty z rakety Pegasus XL. Raketa disponuje vylepšenou avionikou známou jako MACH (Modular Avionics Control Hardware) a orbitálním naváděcím systémem. Jde o první použití rakety Minuteman II pro orbitální dopravu.

## Minotaur II
Slouží jako levný cvičný cíl pro zkoušky protiraketové obrany. Vyrábí se v několika verzích, dvou a třístupňových. Konstrukčně se skládá ze stupňů raket Minuteman II a s avionikou od společnosti Orbital Science. Základní dvoustupňová verze dokáže dopravit až 400 kilogramů do vzdálenosti až 8000 kilometrů. Kromě testů protiraketové obrany může sloužit i pro suborbitální lety různého charakteru.

## Minotaur III
Slouží stejně jako Minotaur II pro testy protiraketové obrany. První stupeň, Castor 120, je převzat z rakety LGM-118 Peacekeeper.

## Minotaur IV
Konstrukčně vychází z Minotauru III, ale má navíc čtvrtý stupeň z rakety Pegasus XL. Dokáže vynést až 1 735 kg na nízkou orbitu Země ve výšce 185 km. První start proběhl v roce 2010.

## Minotaur V
Prozatím nejsilnější pětistupňová varianta. Nosnost na přechodovou dráhu ke geostacionární je 532 kg a na translunární 342 kg. První start proběhl v roce 2013.

## Minotaur VI
Plánovaná verze konstrukčně vycházející z rakety Minotaur IV. Bude mít pět stupňů.

## Přehled startů
| Datum              | Model            | Náklad                                              | Odpalovací rampa | Trajektorie          | Výsledek |
| ------------------ | ---------------- | --------------------------------------------------- | ---------------- | -------------------- | -------- |
| 27. leden 2000     | Minotaur I       | JAWSat (P98-1) (FalconSat1 / ASUSat1 / OCSE / OPAL) | Vandenberg SLC-8 | Nízká oběžná dráha   | Úspěch   |
| 28. květen 2000    | Minotaur II      | OSP-TLV Technologický demonstrátor                  | Vandenberg LF-06 | Suborbitální         | Úspěch   |
| 19. červenec 2000  | Minotaur I       | MightySat II.1 (Sindri, P99-1) / MEMS 2A / MEMS 2B  | Vandenberg SLC-8 | Nízká oběžná dráha   | Úspěch   |
| 4. prosinec 2001   | Minotaur II      | TLV-1 IFT-7 Cvičný cíl                              | Vandenberg LF-06 | Suborbitální         | Úspěch   |
| 16. březen 2002    | Minotaur II      | TLV-2 IFT-8 Cvičný cíl                              | Vandenberg LF-06 | Suborbitální         | Úspěch   |
| 15. říjen 2002     | Minotaur II      | TLV-3 Cvičný cíl                                    | Vandenberg LF-06 | Suborbitální         | Úspěch   |
| 11. prosinec 2002  | Minotaur II      | TLV-4 Cvičný cíl                                    | Vandenberg LF-06 | Suborbitální         | Úspěch   |
| 11. duben 2005     | Minotaur I       | XSS-11                                              | Vandenberg LC-8  | Nízká oběžná dráha   | Úspěch   |
| 23. září 2005      | Minotaur I       | Streak (STP-R1)                                     | Vandenberg SLC-8 | Nízká oběžná dráha   | Úspěch   |
| 15. duben 2006     | Minotaur I       | COSMIC (FORMOSAT-3)                                 | Vandenberg SLC-8 | Nízká oběžná dráha   | Úspěch   |
| 16. prosinec 2006  | Minotaur I       | TacSat-2 / GeneSat-1                                | MARS LP-0B       | Nízká oběžná dráha   | Úspěch   |
| 21. březen 2007    | Minotaur II      | TLV-5 FTX-02 Cvičný cíl                             | Vandenberg LF-06 | Suborbitální         | Úspěch   |
| 24. duben 2007     | Minotaur I       | NFIRE                                               | MARS LP-0B       | Nízká oběžná dráha   | Úspěch   |
| 23. srpen 2007     | Minotaur II+     | TLV-7 Mise 2a Cvičný cíl                            | Vandenberg LF-06 | Suborbitální         | Úspěch   |
| 24. září 2008      | Minotaur II+     | TLV-8 Mise 2b Cvičný cíl                            | Vandenberg LF-06 | Suborbitální         | Úspěch   |
| 24. dubna 2009     | Minotaur-C       | Orbiting Carbon Observatory                         | Vandenberg SLC-8 |                      | Neúspěch |
| 19. květen 2009    | Minotaur I       | TacSat-3                                            | MARS LP-0B       | Nízká oběžná dráha   | Úspěch   |
| 22. dubna 2010     | Minotaur IV Lite | HTV-2a                                              | Vandenberg SLC-8 | Suborbitální         | Úspěch   |
| 26. září 2010      | Minotaur IV      | SBSS                                                | Vandenberg SLC-8 | SSO                  | Úspěch   |
| 20. listopadu 2010 | Minotaur IV HAPS | STP-S26                                             | Kodiak LP-1      | Nízká oběžná dráha   | Úspěch   |
| 6. února 2011      | Minotaur I       | NROL-66                                             | Vandenberg SLC-8 | Nízká oběžná dráha   | Úspěch   |
| 4. března 2011     | Minotaur-C       | Glory, KySat-1, Hermes a Explorer 1 [Prime]         | Vandenberg LF-06 |                      | Neúspěch |
| 30. června 2011    | Minotaur I       | ORS-1                                               | MARS LP-0B       | Nízká oběžná dráha   | Úspěch   |
| 11. srpna 2011     | Minotaur IV Lite | Falcon Hypersonic Technology Vehicle 2              | Vandenberg       | Suborbitální         | Úspěch   |
| 27. září 2011      | Minotaur IV+     | TacSat-4                                            | Kodiak LP-1      | Střední oběžná dráha | Úspěch   |
| 7. září 2013       | Minotaur V       | LADEE                                               | MARS LP-0B       | Vysoká oběžná dráha  | Úspěch   |
| 20. listopadu 2013 | Minotaur I       | ORS-3                                               | MARS LP-0B       | Nízká oběžná dráha   | Úspěch   |
| 26. srpna 2017     | Minotaur IV      | ORS-5                                               | CCAFS SLC-46     | Nízká oběžná dráha   | Úspěch   |
| 31. října 2017     | Minotaur-C       | SkySat × 6, Flock-3m × 4                            | Vandenberg LF-06 |                      | Úspěch   |
| 15. července 2020  | Minotaur IV      | NROL-129                                            | MARS LP-0B       | Nízká oběžná dráha   | Úspěch   |
| 15. června 2021    | Minotaur I       | NROL-111                                            | MARS LP-0B       | Nízká oběžná dráha   | Úspěch   |